# أولاد جرار (قبيلة)
آيت جرار هي قبيلة سوسية سهلية ويدعى المنسوبُ إليها «الجراري»؛ إذ تستوطن جنوب مدينة تزنيت، وتحدها قبائل ولتيتة غربًا، وقبيلة آيت برايم شرقًا، وقبيلة آيت تزنيت شمالًا، وقبيلة الأخصاص جنوبًا.

## القبيلة جغرافيا
ما تبقى من القبيلة حاليًا هو قرية مغربية صغيرة تنتمي جهويا إلى جهة سوس ماسة درعة وإقليميا إلى إقليم تيزنيت تقع ضمن منطقة أزاغار(أ)، وتحدها شرقًا قبيلة إداوباعقيل وقبيلة إيغير ملولن، وشمالا مدينة تيزنيت، وغربا قبيلة آيت براييم، وجنوبا قبيلة آيت الرخا وقبيلة الاخصاص، يمارس أغلب سكانها الفلاحة، وتنقسم هذه الأخيرة إلى نوعين فلاحة بورية تعتمد على التساقطات المطرية وترتكز على زراعة الحبوب خصوصا الشعير وتنتشر الأراضي البورية بالغابة قرب الواد الذي يمر في قرية ايت جرار، وهناك أيضًا الفلاحة المسقية التي تعتمد على مياة العين القادمة من جماعة تيمولاي، وتنتشر الأراضي الزراعية المسقية وسط القرية، وتعرف المنطقة حاليًا ظروف مناخية صعبة بسبب توالي سنوات الجفاف مما أدى ببعض السكان إلى الهجرة نحو المدن القريبة كتزنيت وكلميم وبويزكارن. تتوفر هذه القرية الصغيرة على مسجد ومدرسة ابتدائية.

## الأصول
ويطلق عليهم أيضًا أولاد جرار بالاسم المعرب لأصولهم المعقلية فهم عرب بين الأمازيغيين في موطنهم بضواحي مدينة تيزنيت ومثلهم مثل قبائل هوارة بضواحي تارودانت، مع العلم أنهم إخوانهم في الأصل.
وأولاد جرار قبيلة عربية الأصل، قدموا من الساقية الحمراء، وتنتمي إلى عرب أولاد بوصباح بقبيلة (أولاد يحيى) مثلهم مثل قبيلة أولاد جلال، وتمتد مجالاتهم على الضفة اليسرى لوادي ايغير ملول، أحد روافد وادي تازروالت.
وقد جاء في كتاب المعسول للمختار السوسي أن 

المؤرخين والنسابين يذكرون أن أولاد جرار في عرب ملعق كما يذكرون الشبانات وقد تفرق الجراريون فبعضهم الآن في الصحراء وبعضهم الآخر في سوس حيث نزلوا منذ عهد بني مرين عندما استدعاهم (علي بن يدر الزكندري) المستبد بسوس أوائل القرن الثامن فانتشروا في وادي نون وافران ورأس الوادي وتزنيت وهادنوا البرتغال يوم احتل (فونتي) فرضة (اكادير) وهوارة الآن من الشبانات أخت الجراريين وهم من العرب القلائل في سوس مع أولاد يحيى والمنابهة وقد تناقص عددهم وانحصر اليوم في ضواحي تزنيت.

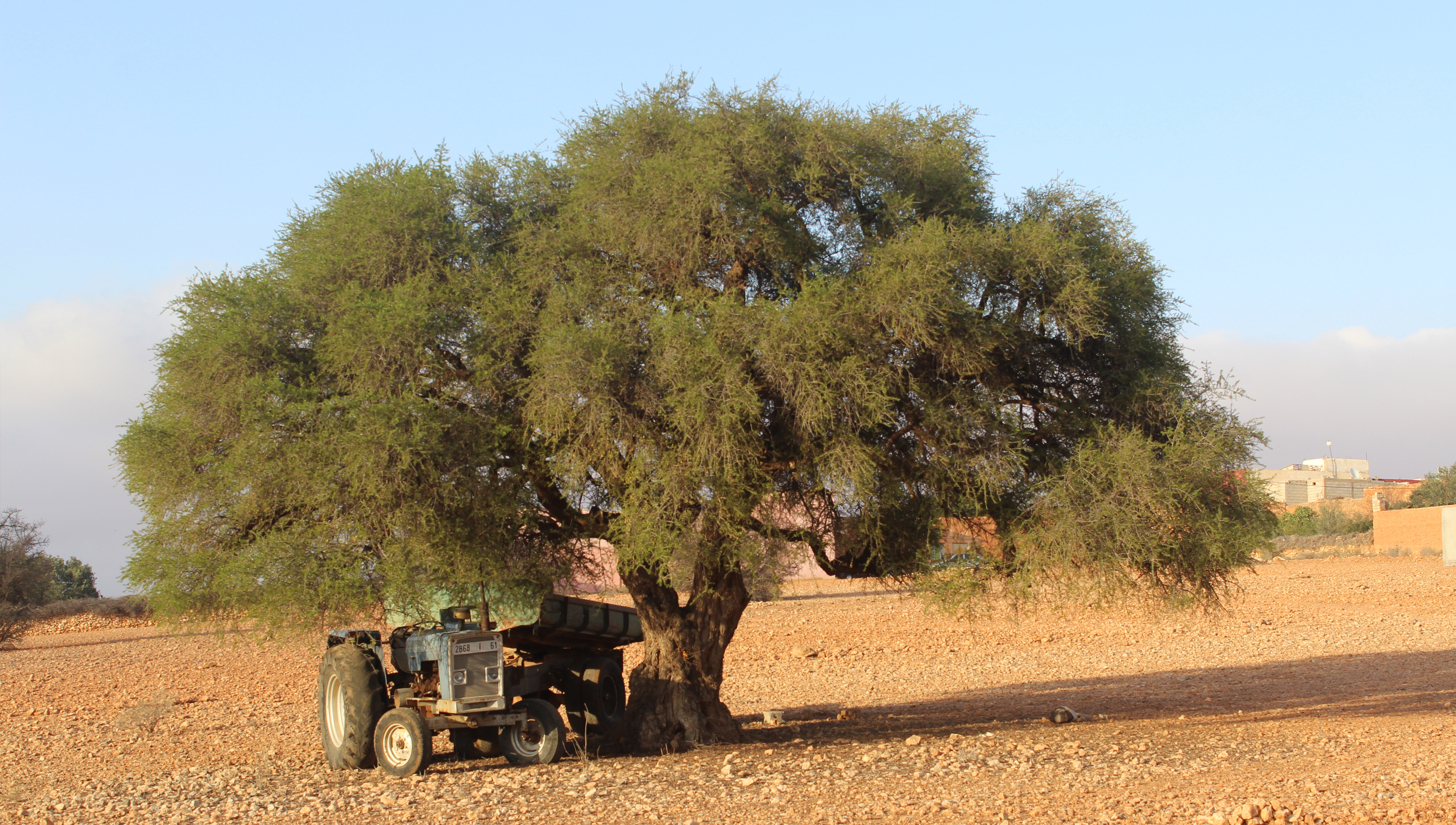
شجرة الأركان بقرية إدوبلا، ايت جرار

وتنقسم قبيلة أولاد جرار إلى أربعة بطون وهي:
إغير ملول، دجوى، أيدر، والعوينة.
ومن مداشرها:
إدوبلا، الفرنينة، الدوار، رقادة، البوير، سنتيل، دجوى، إغبولا، أيت الطالب يحيى، إغرم
ولدى أولاد جرار زاوية تسمى (سيدي تاديرت) يعقد فيها موسم سنوي تكريما لصاحب الضريح.

## هامش
أ: أزغار كلمة أمازيغية تعني السهل